# NGC 2448
NGC 2448 is een open sterrenhoop in het sterrenbeeld Achtersteven. Het hemelobject werd op 7 januari 1831 ontdekt door de Britse astronoom John Herschel.

## Synoniemen
- ESO 493-**8